# Idiolispa analis
Idiolispa analis là một loài tò vò trong họ Ichneumonidae.